# チャールズ・メイトランド (医師)
チャールズ・メイトランド（英語: Charles Maitland、1668年ごろ – 1748年1月28日没）は、スコットランド出身の医師。メアリー・ウォートリー・モンタギューの求めに応じて、人痘法による天然痘の予防を行った人物として知られる。

## 生涯

### 生い立ち
パトリック・メイトランド（Patrick Maitland）と妻ジーン（Jean、旧姓ロバートソン（Robertson））の息子として、1668年ごろに生まれた。アバディーンで教育を受けた。

### コンスタンティノープルでの初接種
1717年より在コンスタンティノープルイギリス大使館付き外科医を務め、1718年3月に大使夫人メアリー・ウォートリー・モンタギューより5歳の息子エドワードに人痘接種を行うよう指示された。メイトランドは現地で行われた人痘接種の慣習について研究した後、キプロス島ペラ出身のギリシャ人老女に（自身の指示をもとに）接種を行わせた。
オスマン帝国の滞在中に子女に接種させた西ヨーロッパ人として初めてではなかったが、人痘接種の慣習を本国にもたらしたのはメアリー・ウォートリー・モンタギューが初となる。

### 本国での接種
夫エドワードは1717年に本国召還を受けると、ウォートリー・モンタギュー夫妻は娘の誕生まで現地に留まり、1718年7月にコンスタンティノープルを発って1721年4月にロンドンに戻った。この時期のイングランドでは天然痘が流行しており、メアリーは3歳で同名の娘メアリー（のちのビュート伯爵夫人）にも人痘接種を行うようメイトランドに求めた。メイトランドは自身のキャリアに悪影響をおよぼすことを恐れ、再度接種を行うことに気が進まなかったが、最終的にはほかの医師が立ち会うことを条件に同意した。立会人の1人であるジェームズ・キース（James Keith）はすでに天然痘で子女を数人失っており、接種の有効性を見て、唯一生き残った6歳の息子ピーター（Peter）に即座に接種を受けさせた。
接種法の口コミはメアリーの友人からたちまち王家に伝わり、1721年8月9日にはニューゲート監獄の囚人6名に対する接種試験の認可状がメイトランドに与えられた。このとき健康体の死刑囚6名を初代準男爵サー・ハンス・スローンが選び、囚人が試験への参加に同意した場合、恩赦が与えられると確約した。接種後、囚人6名全員が発症しても生存し、9月6日に恩赦により釈放された。さらに10月にそのうちの1名が天然痘に直接さらされながらも生存したことで免疫が証明された。メイトランドはこの結果を接種の有効性を示すものとして扱ったが、接種に反対していた医師ウィリアム・ワグスタッフは囚人の病状が天然痘のそれとはかなり異なるとして、説得力がないと批判した。
11月、ウェールズ公妃キャロラインは孤児に接種の試験を行うことを提案、メイトランドは翌1722年3月にロンドン（セント・ジェームズ・ウェストミンスター教区）の孤児6名を対象に試験を行い、やはり成功を収めた。それ以外にも1721年10月に1人、1722年2月から3月にかけて7人の接種を行った。ウェールズ公妃は試験の成功を見て、1722年4月17日に娘アメリアとキャロラインへの接種を行わせた。しかし、同年にアバディーンシャーで6人への接種を行ったときに1人が死亡したため、アバディーンシャーでは接種が不人気だった。これは人痘をVariola minor（天然痘ウイルスのうち毒性の弱いタイプ）にかかった患者から取る必要があるため、接種を行う医師の（毒性の強さを見抜く）技量にかかるという人痘接種のリスクを示している。それでも王家は支持を続けており、1724年にはハノーファーでウェールズ公の息子フレデリック・ルイスの接種を行った。

### 死去
1748年1月28日にアバディーンで死去、メスリックの墓地に埋葬された。遺産は約5,000ポンドであり、遺言状に基づき友人や親族に譲られた。

## 著作
- Maitland, Charles (1722). Mr. Maitland's Account of Inoculating the Small Pox Vindicated (英語) (1st ed.). London: J. Peele.
  - Maitland, Charles (1722). Mr. Maitland's Account of Inoculating the Small Pox Vindicated (英語) (2nd ed.). London: J. Peele.
人痘接種に関する著作で、ウィリアム・ワグスタッフの批判に対する返答が含まれる。2版ともにハンス・スローンに献呈している。